# Alan Pakula
Alan Jay Pakula (7. dubna 1928, Bronx, New York, USA – 19. listopadu 1998, Melville, Long Island, stát New York, USA) byl americký filmový scenárista, filmový režisér a producent.

## Život
Pocházel z rodiny východoevropských židovských přistěhovalců. Narodil se v Bronxu v New Yorku. Dramatické umění studoval na Yaleově univerzitě. V americkém filmu jeho kariéra odstartovala u Warner Brothers, na počátku 50. let působil jako asistent produkce u společnosti Paramount Pictures. Postupem doby se vypracoval na producenta a společně s kolegou režisérem Robertem Mulliganem si založili svoji vlastní společnost.
Z této jejich vzájemné spolupráce vznikl, mimo jiné, přepis románu Harper Leeové Jako zabít ptáčka z roku 1962. Jeho režijní prvotinou se stal snímek Sterilní kukačka z roku 1969. Thrillerem Klute z roku 1971 pak zahájil svoji volnou sérii, v níž se pokoušel kriticky zobrazit vzájemné propojení mocenských, politických a zločineckých společenských struktur. V tomto duchu pak pokračoval i jeho další film Pohled společnosti Parallax z roku 1974. Jedním z vrcholů jeho tvorby se ovšem stala filmová adaptace Styronova románu Sophiina volba z roku 1982, která pojednává o hrůzném traumatu z koncentračního tábora. Mezi jeho další známé tituly patří thrillery Podezření z roku 1990 s Harrisonem Fordem a snímek Případ Pelikán 1993 s Julií Robertsovou a Denzelem Washingtonem v hlavní roli. Ve filmovém dramatu Tichý nepřítel z roku 1997 navodil situaci psychologického střetu pronásledovaného irského teroristy a férového newyorsého policisty. Jeho snad vůbec nejznámějším dílem se patrně stal snímek Všichni prezidentovi muži z roku 1976 s Dustinem Hoffmanem a Robertem Redfordem v hlavní roli, tento snímek byl natočen podle skutečné události, jíž byla Aféra Watergate.
Pakula zemřel 19. listopadu 1998 při autonehodě na Long Island Expressway v Melville v New Yorku. Tehdy mu bylo 70 let. Pakula zemřel na zranění na místě, stejně jako řidič auta.

## Nominace na Oscara
Za snímky Všichni prezidentovi muži a Sophiina volba byl nominován na Cenu Americké filmové akademie Oscar za nejlepší režii.

## Filmografie
- 1969	Sterilní kukačka (Sterile Cuckoo)
- 1971	Klute
- 1973	Láska a bolest a celá ta zatracená věc
- 1974	Pohled společnosti Parallax
- 1976	Všichni prezidentovi muži
- 1978	Přijíždí jezdec
- 1979	Začít znovu
- 1981	Bankovní převod
- 1982	Sophiina volba
- 1986	Dream Lover
- 1987	Sirotci
- 1989	Zítra na shledanou
- 1990	Podezření
- 1992	Ochotní dospělí
- 1993	Případ Pelikán
- 1997	Tichý nepřítel